# Muhammad Said

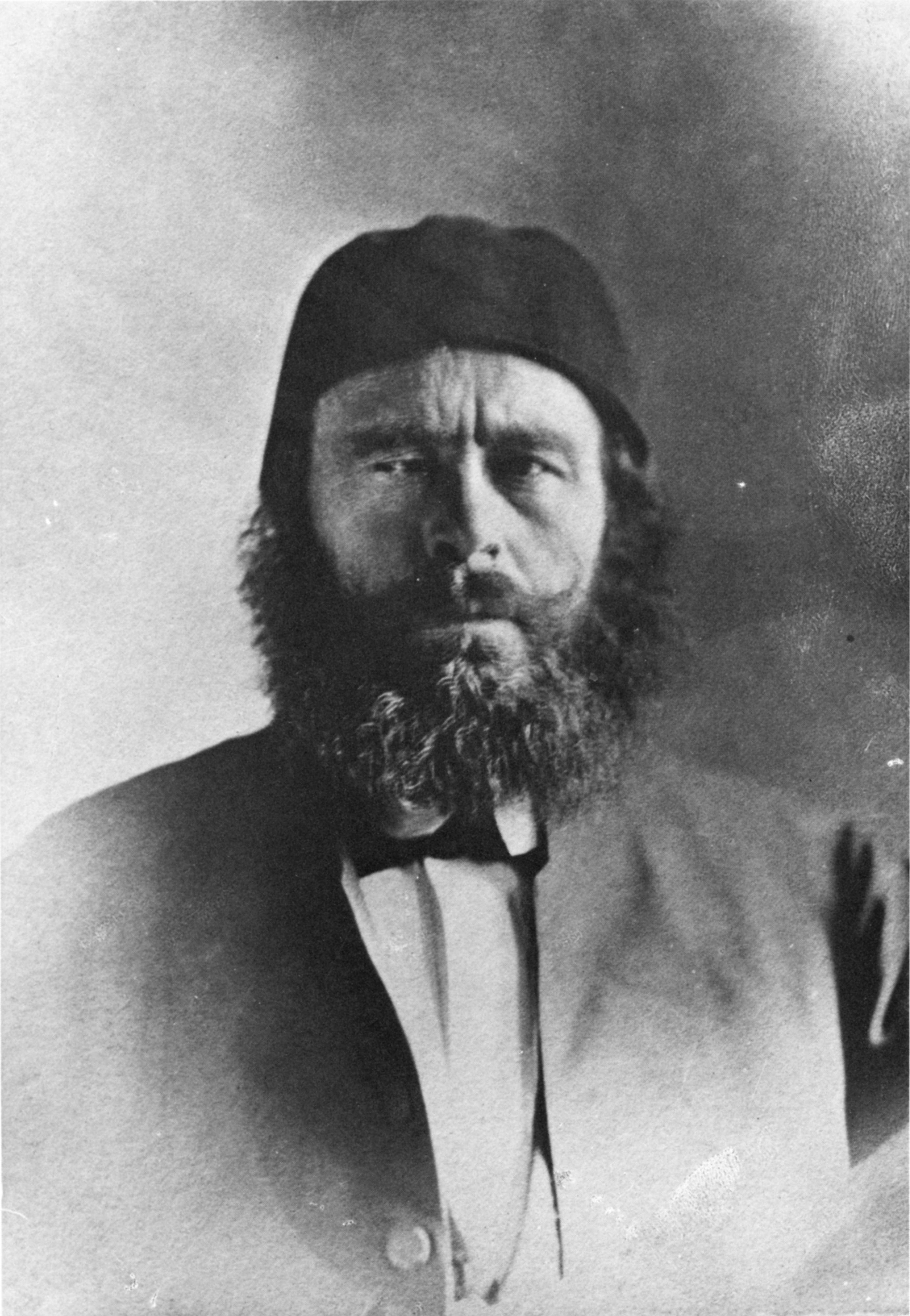
Muhammad Said (Aufnahme des französischen Fotografen Nadar 1855)

Muhammad Said (arabisch محمد سعيد باشا, DMG Muḥammad Saʿīd Bāšā; * 17. März 1822 in Kairo; † 18. Januar 1863 in Alexandria) war von 1854 bis 1863 erblicher Wali (Gouverneur) von Ägypten aus der Dynastie des Muhammad Ali. Er war formell Vasall des Osmanischen Reichs.

## Leben
Muhammad Said wurde 1822 als Sohn von Muhammad Ali Pascha und dessen Konkubine Aynıḥayāt geboren. Er übernahm 1854, nach dem Tod seines Neffen Abbas I., die Regierung. Unter ihm wurden die Monopole in der Wirtschaft abgeschafft und das Steuersystem von Naturalabgaben auf eine Geldsteuer umgestellt. Mit der Genehmigung von privatem Landbesitz wurde aber die Bildung von Großgrundbesitz gefördert. Die wirtschaftlichen Reformen trugen allgemein dazu bei, dass der europäische Einfluss auf die ägyptische Wirtschaft stark zunahm. Seit 1860 kam es zu einem Exportboom für ägyptische Baumwolle, nachdem wegen des Amerikanischen Bürgerkriegs die europäische Industrie ihre Baumwollimporte nicht mehr aus den Südstaaten der USA beziehen konnte.
Said stimmte dem Bau des Sueskanals zwischen dem Mittelmeer und dem Roten Meer zu. 1859 wurde mit den Bauarbeiten durch ein europäisch-ägyptisches Konsortium, die Compagnie universelle du canal maritime de Suez, begonnen. Der Mittelmeerhafen Port Said, am nördlichen Ende des Sueskanals, trägt heute seinen Namen.
Er starb 1863. Nachfolger wurde Ismail Pascha.

## Nachkommen
Said war verheiratet mit Inci (gest. 1890) und hatte eine Konkubinatsbeziehung mit Melekper (gest. 1890). Aus diesen Beziehungen entstammten die Söhne Mahmūd, der 1846 jung gestorben ist, und Muhammad Tūsūn (30. April 1853 – 10. Juli 1876), ägyptischer Marineminister.